# Wappen der Stadt Kempten (Allgäu)
Das heutige Wappen der Stadt Kempten (Allgäu) führt die kreisfreie Stadt seit dem 5. Januar 1819. Davor gab es eine Vielzahl weiterer Wappen. Insbesondere die Reichsstadt wechselte ihr Wappen geschichtsbedingt. Das Fürststift Kempten führte sein eigenes Wappen.

## Geschichte

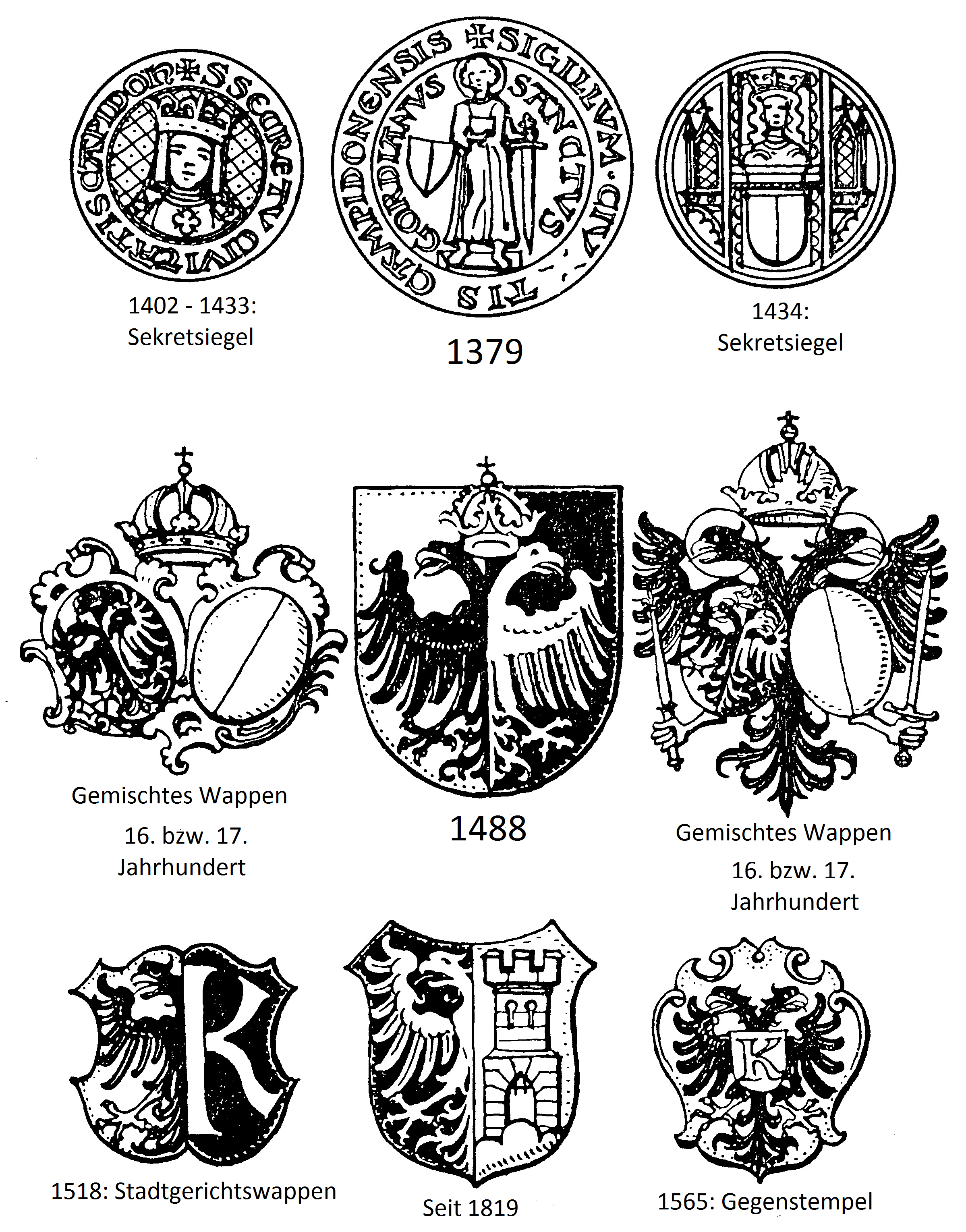
Übersicht und Zusammenstellung der Wappen

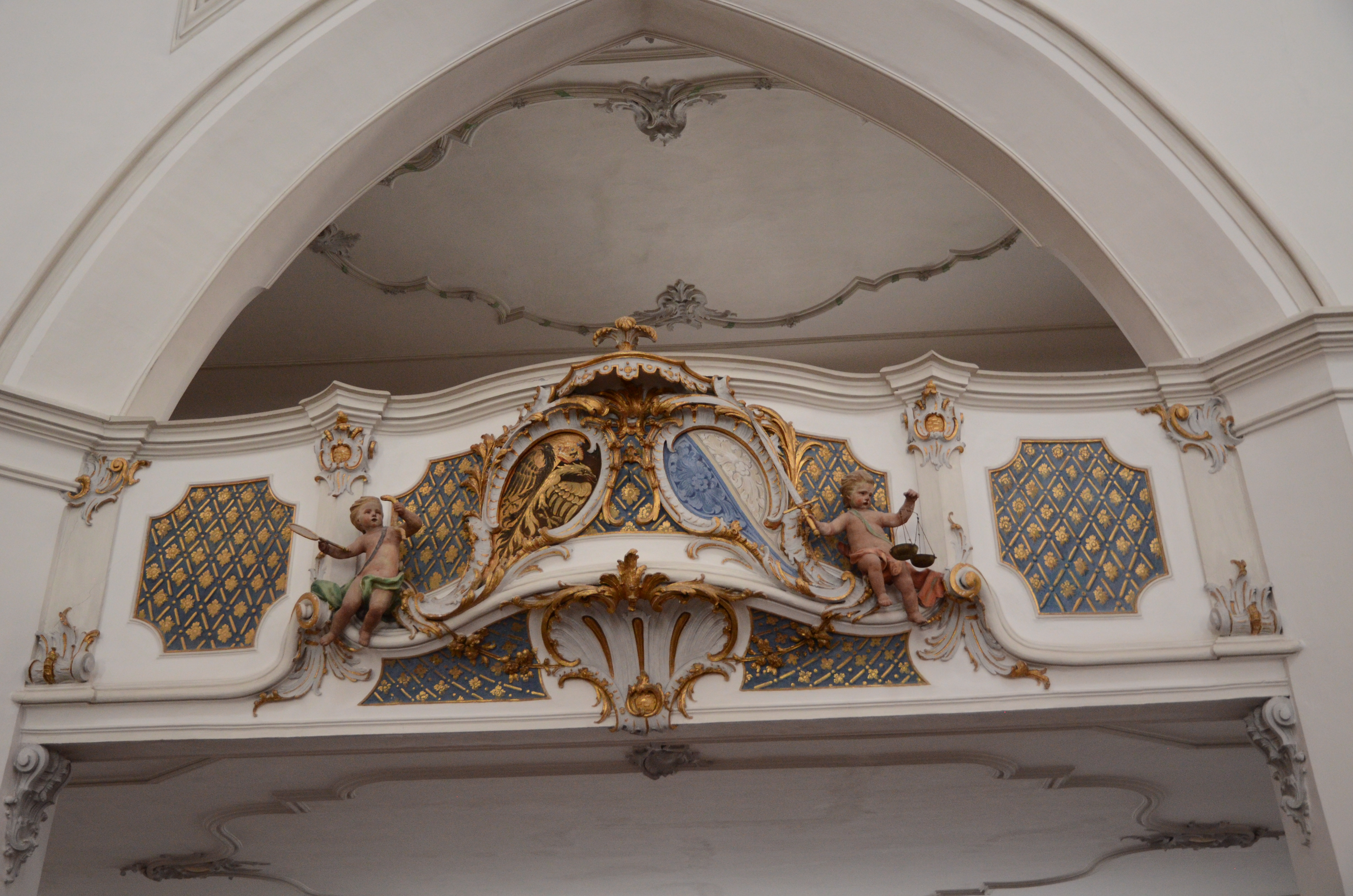
Bürgermeisterloge in der St. Mang-Kirche: Das alte (rechts) und das neue (links) Wappen der Reichsstadt

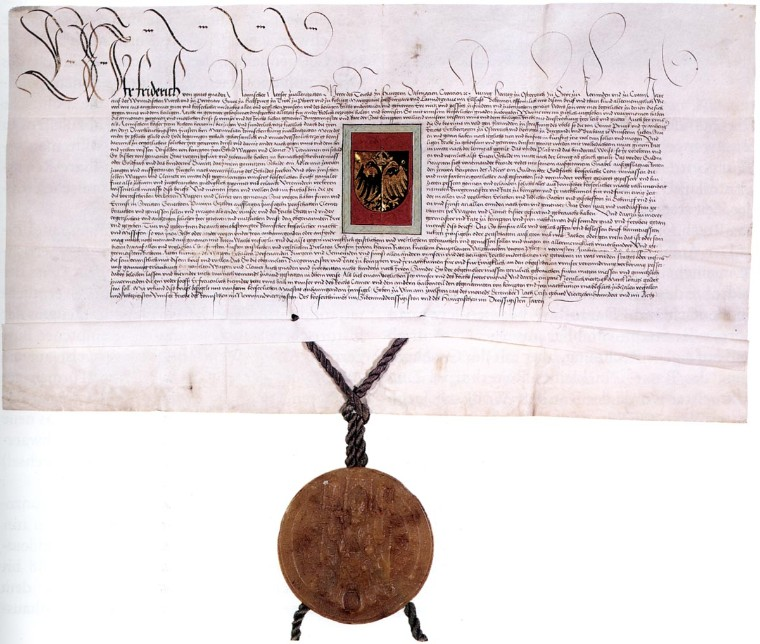
Urkunde vom 12. Dezember 1488: In der Mitte das vom Kaiser vergebene Wappen

- Die Reichsstadt führte bis 1488 einen gespaltenen, blau-weißen Schild. In diesem Jahr erhielt die Reichsstadt das Reichsadlerwappen verliehen.
- Das Fürststift Kempten zeigte bis zu seiner Auflösung seine Tradition durch die Verwendung eines Brustbildes der Königin Hildegard, der Frau Karls des Großen, auf rot-blau geteiltem Schild.
- Nach der Vereinigung der beiden Kempten erhielt die Stadt im Jahr 1819 ein gemeinsames Wappen, das bis heute gültige Stadtwappen.

### Gespaltener blau-weißer Schild und Hildegard
Vom König Rudolf von Habsburg erhielt die Stadt Kempten im Jahr 1289 ein erstes Privileg zur Bestätigung der Reichsfreiheit. 1313 ist die Führung eines eigenen Stadtsiegels urkundlich belegt. 1391 bestätigte Karl IV. der Stadt den Status einer Reichsstadt. Erhalten ist ein Siegel der Reichsstadt aber erst aus dem Jahr 1379: Es bildet neben dem Stadtpatron Ritter Gordianus mit Schwert und der Umschrift SIGILLVM CIVITATIS CAMPIDONENSIS das ältere Wappenschild der Stadt ab, den blau-weiß gespaltenen Schild.
Das Sekretsiegel des Stiftes zeigt das Wappenbild, ein Brustbild der Königin Hildegard in gegittertem Feld. Ab 1434 wurde auch ein Sekretsiegel verwendet, das eine Kombination des städtischen blau-weißen Schilds und der Hildegard-Büste (oben) zeigt. Es gilt als Zeichen, wie stark die Einflussnahme des Fürststiftes auf die Reichsstadt noch war.

### Reichsadler
Aufgrund der Hilfe beim Kriegszug in Flandern und der Befreiung des Kaisersohnes Maximilian verlieh der dankbare Kaiser Friedrich III. der Reichsstadt Kempten durch eine Urkunde vom 12. Dezember 1488 ein neues Wappen: Es handelt sich um einen senkrecht in gold und schwarz geteilten Schild mit einem halben schwarzen und einem halben goldenen Reichsadler mit goldener Krone. Das Feld hinter dem Adler ist in den Farben umgekehrt gewesen. Dieses Wappen führte die Reichsstadt bis zum Ende ihrer Unabhängigkeit im Jahr 1803.

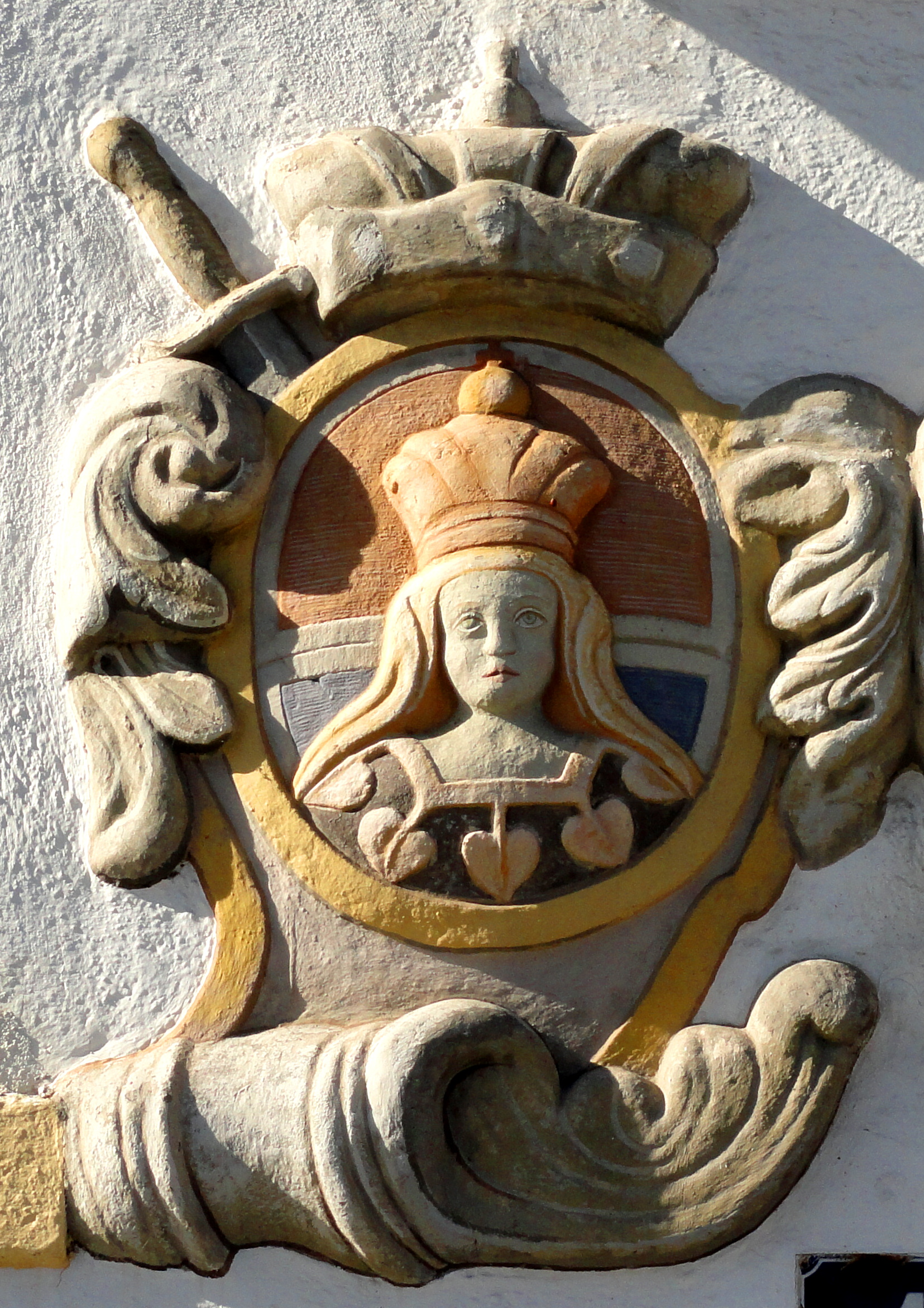
Das Wappen des Fürststifts Kempten zeigt die Königin Hildegard auf rot-blau geteiltem Schild (Darstellung am Kornhaus in Kempten)

Trotz dem Reichsadler im Wappen verwendete die Reichsstadt weiterhin noch das alte Stadtwappen. Dies ist insbesondere in den Stadtansichten des 16. und 17. Jahrhunderts erkennbar. Nebeneinander sind beide Wappen zum Beispiel an der Bürgermeisterloge in der reichsstädtischen St. Mang-Kirche und am Rathausbrunnen dargestellt.
Im 16. Jahrhundert wurden häufig von der eigentlichen Form abweichende Reichsstadtwappen verwendet: In einem goldenen, ungespaltenen Schild ein ein- oder doppelköpfiger Adler, der auf der Brust einen meist blauen Herzschild mit dem silbernen Buchstaben K trägt. Amtliche Siegel und Wiedergaben führten jedoch nie dieses Wappen. Dieses falsche Wappen fand wahrscheinlich durch Siebmachers Wappenbuch verbreiteten Einzug in Wappenkalender und andere wappendarstellende Werke. Die Entstehung dieses falschen Wappens beruht auf der Kursfähigmachung von fremden Münzgeldern mit Gegenstempeln. Schon um 1400 wurden Prager Groschen mit dem Anfangsbuchstaben des Stadtnamens versehen, um diese als geprüft zu kennzeichnen. In den anderen Städten wurde gewöhnlich das Stadtwappen auf Münzen geprägt. Darauf verzichtete Kempten wegen Verwechslungsmöglichkeiten mit dem Hochstift Augsburg, das auch einen gespaltenen Schild verwendet hat. Siebmacher übernahm wohl die veraltete Darstellung dieser Münzen in seine Illustrationen.

### Neues Wappen für das vereinigte Kempten

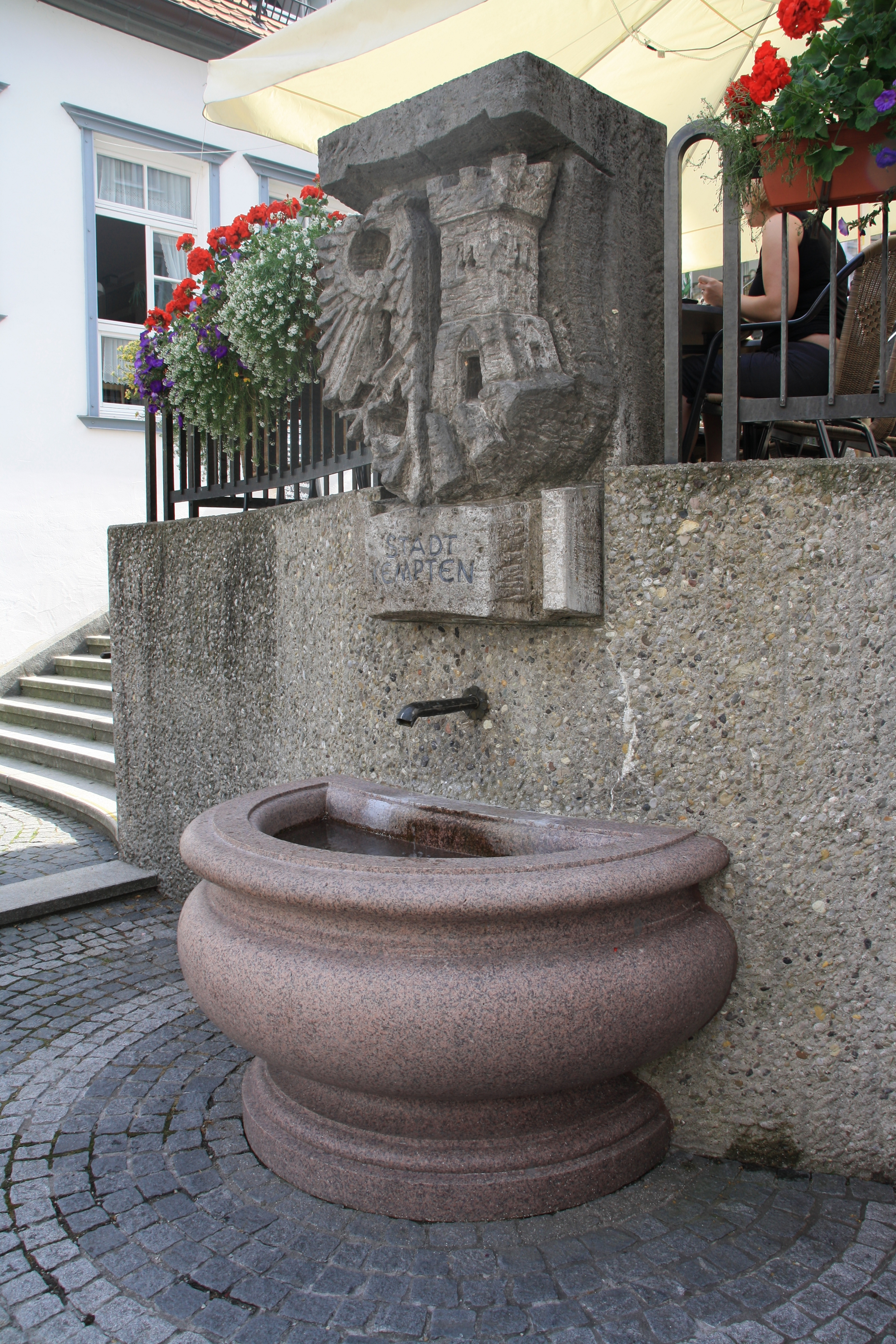
Das Wappen von 1819 über dem Brunnen an der Freitreppe

Durch die Mediatisierung und Säkularisation im Jahr 1803 wurde Kempten bayerisch. Die Staatsregierung beanstandete die Verwendung des Reichsadlers mit der Krone; der Stadtrat drängte daher auf die Verleihung eines neuen Wappens. Am 26. November 1804 kam ein neues in Farben entworfenes Stadtsiegel an. Es zeigte die gleichen Farben und den Adler, enthielt jedoch keine Krone und besaß die Umschrift „Verwaltungsrath der kurpfälzisch-bayerischen Stadt Kempten“.
1811 wurden die beiden bisher selbständigen Städte Kempten zu einer Stadt vereinigt. 1818 erhielt Bayern eine neue konstitutionelle Verfassung mit einem im Anschluss erlassenen Gemeindeedikt, demzufolge jeder Stadtmagistrat ein Amtssiegel führen dürfe. Am 15. Dezember 1818 ersuchte der Rat von Kempten wegen dieser neuen Bestimmung um die Verleihung eines neuen Amtssiegels. Wunsch war, dass beide Städte im Wappen vertreten sein sollen. Die ersten Entwürfe schlugen folgende Lösung vor:
„In senkrecht geteiltem Schilde im vorderen gelben Feld ein halber schwarzer Adler aus dem Wappen der ehemaligen Reichsstadt, im hinteren roten oder rot und blau geteilten Feld auf gelbem Querbalken ein Brustbild der St. Hildegardis in natürlichen Farben als Wappen der ehemaligen Stiftsstadt.“ Dieser Entwurf wurde verworfen.
Durch eine Entschließung vom 5. Januar 1819 erhielt die Stadt Kempten ihr neues Stadtwappen, so hieß es:
„Ein senkrecht getheilter Schild; in dessen erstem schwarzen Felde ein halber einfacher goldener Adler mit ausgespreiteten Flügeln. In der anderen silbernen Feldung auf dreyhüglicht grünem Grunde ein rother Turm mit drey Zinne, zwo Schußscharten und offenem Thore“
Somit entsprach man dem Wunsch der Stadt. Die ehemalige Reichsstadt blieb durch den halben Adler in Erinnerung, das Stift durch den Turm. Dieser gilt hier als Sinnbild der Burghalde, dem Sitz der Klostervögte.

## Flagge
Das Banner im 15. Jahrhundert zeigte den Doppeladler; im 19. Jahrhundert war die Stadtfahne Schwarz und Gold; seit 1887 ist sie in den Stadtfarben Schwarz und Weiß gehalten. Gelegentlich ist in die Mitte der Flagge das Wappen der Stadt eingefügt.
Die Flagge wird hauptsächlich zu besonderen Anlässen, wie zum Beispiel an Feiertagen, bei Veranstaltungen oder ähnlichem gehisst.